# هتل بزرگ چمران
هتل بزرگ چمران یک هتل پنج ستاره در بلوار شهید چمران شیراز و در منطقه قصردشت است. این هتل دارای ۲۸ طبقه و ۱۰۹ متر ارتفاع است و یکی از بلندترین هتل‌های ایران به‌شمار می‌رود. هتل چمران شیراز ۲۳۰ اتاق و ۲۰ سوئیت دارد. ساخت این هتل در سال ۱۳۸۷ آغاز و ساختمان آن در ۱۳۹۰ رسماً افتتاح شد.

## حاشیه‌ها

### سیلی مالک به کارگر هتل
در حین ورود بازیکنان و کادر فنی تیم استقلال در شامگاه ۱۳ آبان ۱۴۰۰ برای بازی با فجر سپاسی به هتل چمران شیراز که با شلوغی بسیاری همراه بود، مالک هتل به یکی از افراد کادر هتل که در ورودی هتل قرار داشت، سیلی زد. انتشار کلیپ این سیلی‌زدن در فضای مجازی، موجی از اعتراضات و واکنش دادستان شیراز و تشکل‌های کارگری را به همراه داشت. مالک هتل سرانجام این رفتار را از روی فشار جمعیت و به دلیل حفظ شرایط موجود و جلوگیری از بحران احتمالی دانست و از کارگر مذکور عذرخواهی کرد.

## نگارخانه

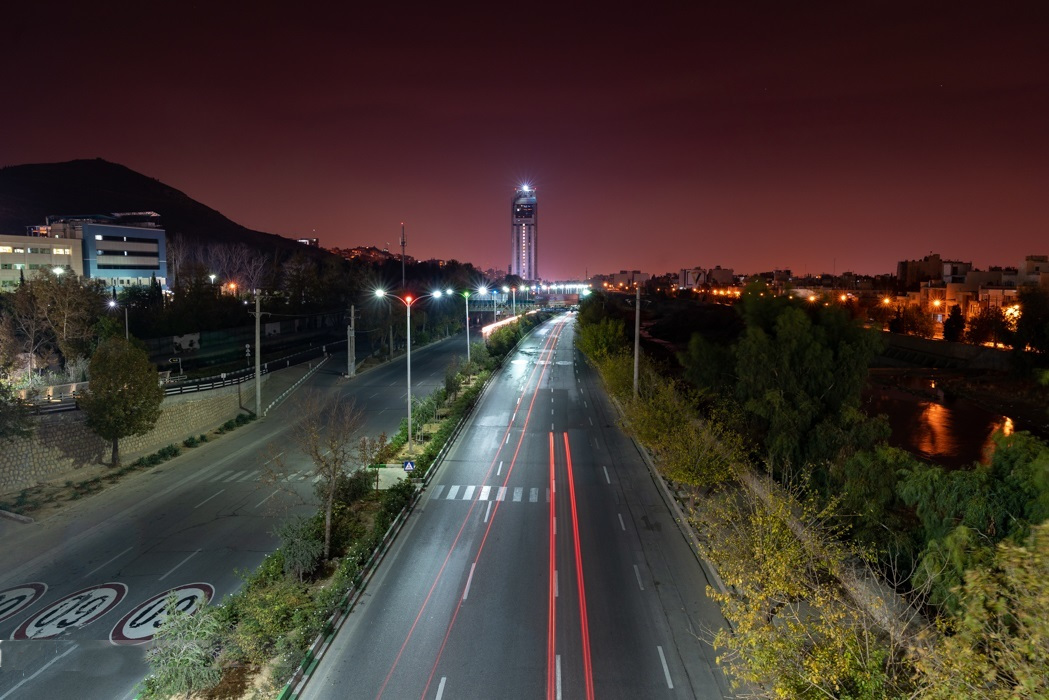
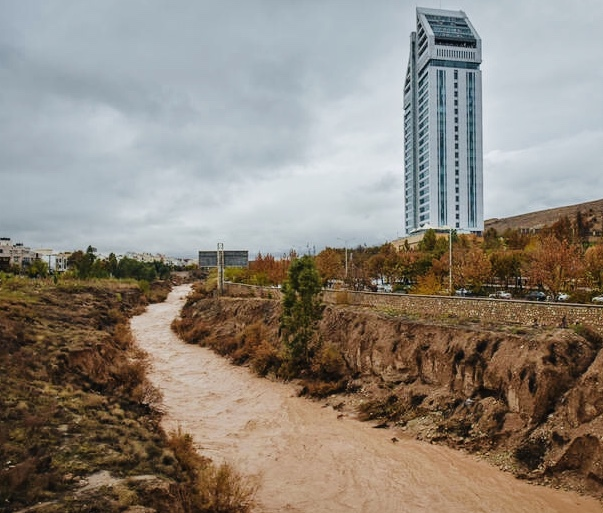
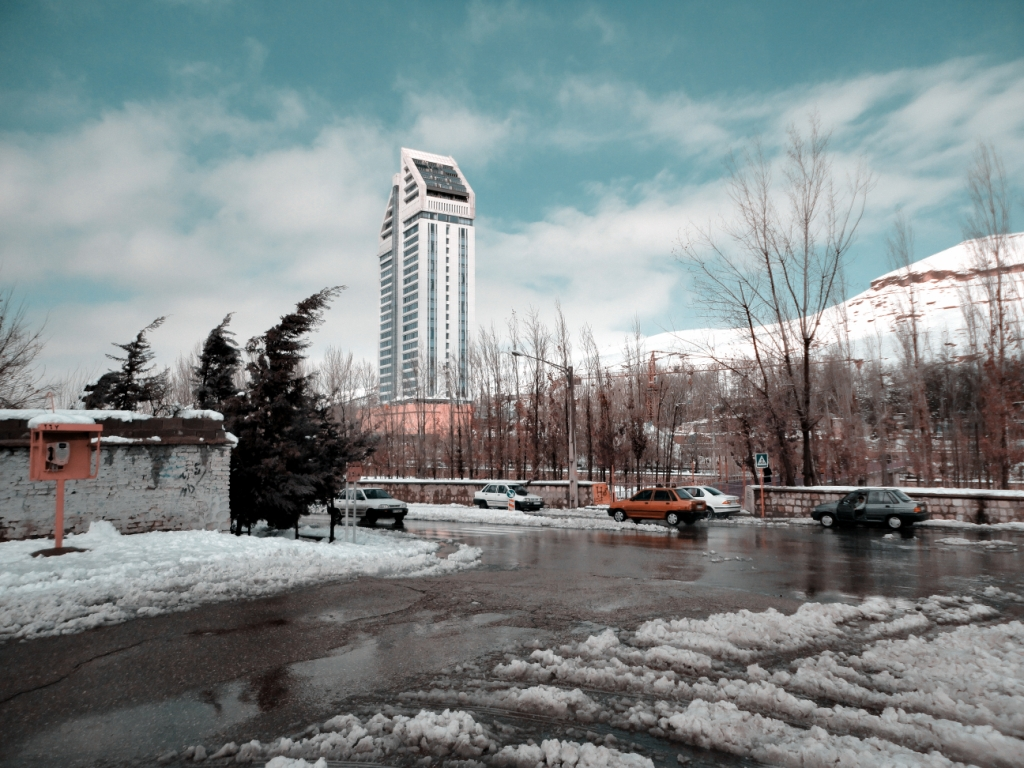